# Altare argenteo di San Giovanni
L'altare argenteo di San Giovanni è un'opera di toreutica in argento, smalti, dorature e legno realizzato a Firenze tra il 1367 e il 1483 ad opera di vari artisti. Già destinato al battistero di San Giovanni, è oggi conservato nel Museo dell'Opera del Duomo.

## Storia
Il battistero fiorentino, tempio del protettore della città Giovanni Battista, aveva un paliotto argenteo per l'altare maggiore almeno dal XIII secolo. La ricca Arte di Calimala, che patrocinava l'edificio, decise nel 1366 di commissionare un'opera più sontuosa, disfacendosi del vecchio manufatto, che venne distrutto per recuperare metallo prezioso. L'iscrizione alla base ricorda la data di avvio dei lavori.
I documenti di pagamento citano vari nomi di orefici (senza però specificare quale parte dell'altare avessero compiuto). In questa prima fase si registrano i nomi di Leonardo di ser Giovanni (forse ideatore del complesso coi rilievi delle storie del Battista), Betto di Geri, Cristofano di Paolo e Michele di Monte, che completarono il loro lavoro entro la fine del secolo. È pressoché impossibile attribuire le singole parti a questi nomi, che restano oscuri poiché non documentati in altre opere. Lo stile tuttavia è riconducibile all'influenza di Andrea Orcagna e dei suoi fratelli, con una narrazione sciolta e chiara, che sacrifica a volte i valori di plasticità e realismo.
Per tutto il XIV secolo il paliotto argenteo decorava l'altare maggiore (addossato alla parete della scarsella), e in seguito venne usato per allestire un altare mobile che due volte all'anno era posto al centro del tempio (il 13 gennaio, festa del battesimo di Cristo, e il 24 giugno, festa di san Giovanni), su cui era esposto il tesoro di oggetti liturgici e reliquiari del battistero.

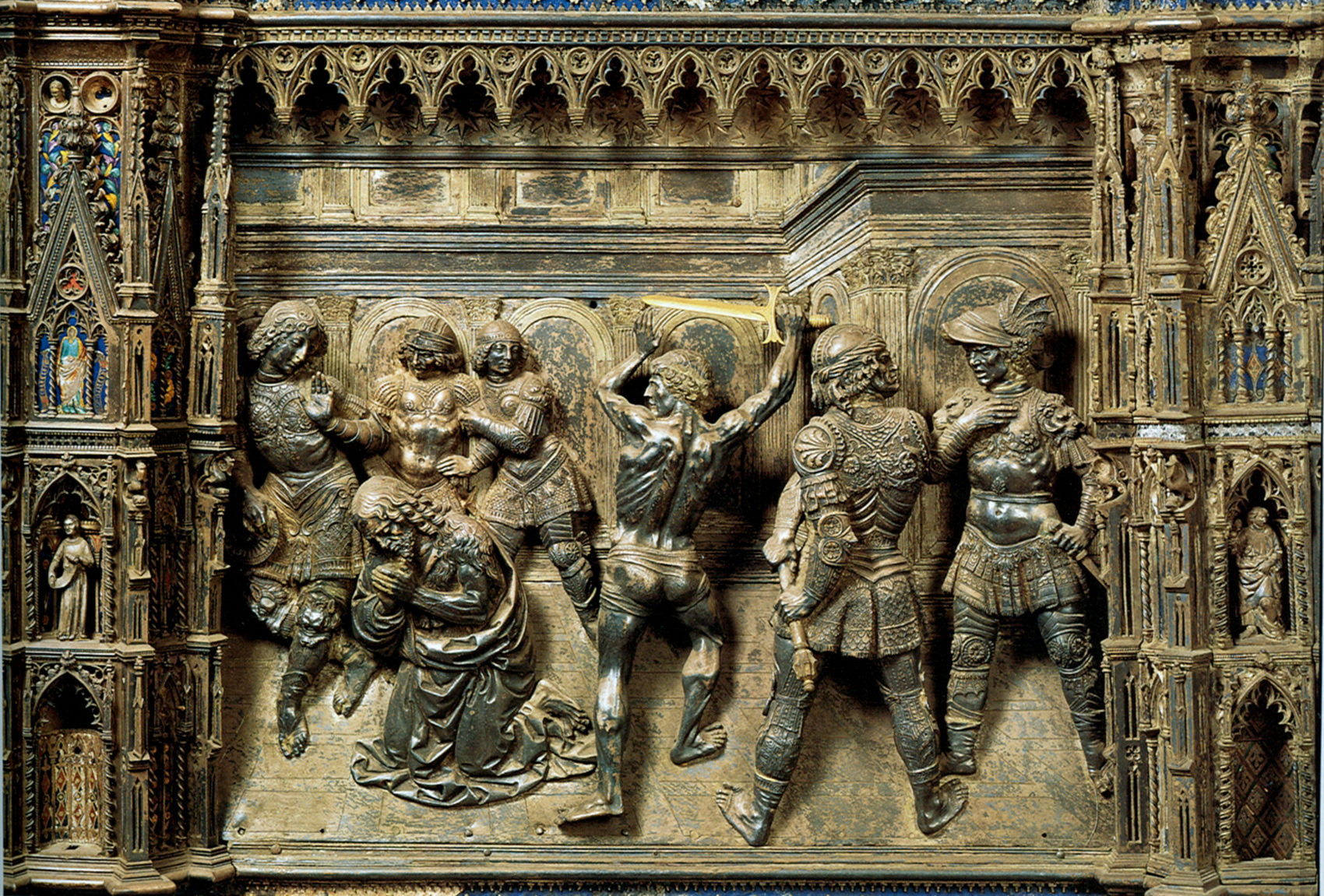
La Decollazione del Battista di Verrocchio prima dei restauri

Dal 1441 sono registrati ampliamenti, per i quali sono invece documentati i singoli artefici specifici. Innanzitutto fu creata da artisti della bottega di Lorenzo Ghiberti (in particolare Matteo di Giovanni e Tommaso Ghiberti, 1445-1452) l'edicola centrale, dove fu collocata, nel 1452 la statua del santo opera di Michelozzo, il quale scelse uno stile volutamente attardato, per meglio armonizzarsi nel complesso esistente. Nel 1477 si decise di dotare il paliotto di due fianchi che lo trasformassero in un vero e proprio altare autonomo, creando quindi quattro formelle supplementari. Nonostante si fosse disputato un concorso, alla fine si decise di ripartire il lavoro tra quattro botteghe, attenendo una formella da Bernardo Cennini, una da Antonio del Pollaiolo, una da Antonio di Salvi Salvucci e una da Andrea del Verrocchio. L'opera venne completata nel 1483, quando la bottega di Giuliano da Maiano produsse le due cornici linee all'antica, intagliate e dorate, che completano il profilo superiore e inferiore dell'altare.
Sicuramente non si badò a spese: l'Arte di Calimala impiegò quasi 400 chili d'argento, impreziositi da smalti e dorature.
Restano descrizioni delle esposizioni del tesoro, tra cui una particolarmente antica di Piero Cennini, figlio dell'orafo Bernardo, il cui l'altare è descritto come umbiculus urbis, il centro della città, capace di incarnare non solo lo spirito religioso, ma anche il potere economico della comunità. Chi vistava il battistero il 13 gennaio (giorno del Perdono), riceveva l'indulgenza plenaria, concessa nel 1413 dall'antipapa Giovanni XXIII e confermata poi dai papi Martino V ed Eugenio IV. Un'esposizione straordinaria si teneva poi il 6 novembre, a commemorazione della dedicazione del battistero nel 1059 da parte di papa Niccolò II.
Dopo il lungo e capillare restauro conclusosi nel 2012, l'altare è stato inserito in una teca di vetro sigillata e contenente azoto sotto condizioni ideali di umidità e temperatura, per impedire l'ossidazione del metallo e ogni possibile deformazione della struttura lignea che si ripercuota sui pannelli.

## Descrizione
L'altare rappresenta una straordinaria sintesi delle principali tendenze dell'oreficeria e dell'arte scultore fiorentina tra gotico e Rinascimento. Lo stato di conservazione è buono, sebbene nei secoli si siano staccati alcuni smalti, pinnacoli e testine, oltre a un totale di tredici figure perdute o rubate.
La struttura ha una matrice tardogotica, con otto formelle anteriori e quattro laterali (due per lato), su due registri e spartite da pilastri poligonali in stile gotico fiorito, popolati da numerosissime statuette in piccole nicchie, realizzate a fusione piena. Al centro sta l'edicola con la statua del santo a grandezza doppia rispetto alle formelle. In alto corre infine una fascia su tutti i lati popolata da cinque nicchie sopra ciascuno scomparto, ognuna delle quali contiene una statuetta di un santo.
Concludono l'opera il cornicione e la base in legno intagliato e dorato, opera documentata della bottega di Giuliano da Maiano.

### Schema dei rilievi
Nel corso dei secoli i ripetuti smontaggi e rimaneggiamenti hanno portato infine ad alterazioni dell'ordine dei rilievi, secondo quanto testimoniato dalle descrizioni antiche e anche da fotografie del primo Novecento: appaiono ad esempio scambiati i rilievi del Battesimo delle folle e del Battista davanti a Erode.
|                                                       |                                                              |                                           |                                                                              |                                                               |                                                                      |                                                    |
| Annuncio a Zaccaria e Visitazione di Bernardo Cennini | Gesù visita il Battista nel deserto di orafi trecenteschi    | Battesimo di Cristo di orafi trecenteschi | San Giovanni davanti a Erode di orafi trecenteschi                           | Cristo riceve i messaggeri del Battista di orafi trecenteschi | Banchetto di Erode di Antonio di Salvi                               |                                                    |
|                                                       |                                                              |                                           |                                                                              |                                                               |                                                                      |                                                    |
| Nascita del Battista di Antonio del Pollaiolo         | San Giovanni si avvia verso il deserto di orafi trecenteschi | Predica alle folle di orafi trecenteschi  | San Giovanni Battista di Michelozzo entro nicchia della bottega del Ghiberti | Battesimo delle genti di orafi trecenteschi                   | San Giovanni visitato in carcere dai discepoli di orafi trecenteschi | Decollazione del Battista di Andrea del Verrocchio |